# 石峡口水库 (海原)
石峡口水库是中国宁夏回族自治区中卫市海原县境内的一座水库，位于清水河上，建于1959年。水库正常库容为9300万立方米，集雨面积为2120平方千米，海拔为1449.2米。